# Václav Binovec
Václav Binovec, pseudonym Willy Bronx (12. září 1892, Praha – 29. února 1976, Praha), byl český filmový scenárista a režisér, filmový organizátor, funkcionář a podnikatel, který – mimo jiné – proslul svojí kolaborací s nacistickými okupanty v letech 1939 až 1945 v období Protektorátu Čechy a Morava. Byl jednou z průkopnických osobností moderní české kinematografie.

## Život

### Mládí
Václav Binovec se u svého otce vyučil drogistou, ale nakonec vystudoval reálku v Praze. V letech 1910–1911 sloužil v armádě jako jednoroční dobrovolník a v roce 1916 narukoval do války. Stal se poručíkem rakousko-uherské armády. V bojích byl těžce zraněn do hlavy a v roce 1917 uznán stoprocentně invalidním.

## První zkušenosti s filmem
U filmu začínal už před první světovou válkou, kdy jezdil po Evropě a získával informace a zkušenosti s tehdy novým odvětvím zábavního průmyslu v nově vznikajících filmových ateliérech. Po válce, v roce 1918, založil svoji vlastní produkční a distribuční firmu Wetebfilm, do které vložil veškerý rodinný majetek. Po smrti otce prodal i jeho obchod Na Poříčí, aby uhradil své dluhy. Jeho firma filmy dovážela (např. ze Sovětského svazu) i tvořila. Často natáčel v Německu. Jeho životní družkou a tvůrčí partnerkou byla tehdy jedna z prvních hvězd éry němého filmu Suzanne Marwille.

### Herec, režisér, producent
Jeho firma však v polovině 20. let zanikla. Z této éry českého němého filmu je patrně umělecky nejvýznamnější jeho snímek Děvče z Podskalí z roku 1922. V některých ze svých filmů vystupoval i jako herec (např. role Apače Freda ve filmu A vášeň vítězí z roku 1918 – zde hrál pod pseudonymem Willy Bronx)
Mezi jeho nejhodnotnější filmy patří válečná drama Jízdní hlídka z roku 1936 a Poručík Alexander Rjepkin z roku 1937 a dále také tragikomedie Městečko na dlani z roku 1942, natočená na motivy známého románu Jana Drdy. V roce 1940 natočil snímek Madla zpívá Evropě s velmi talentovanou herečkou a zpěvačkou Zdenkou Sulanovou.

### Kolaborace
V době protektorátu otevřeně kolaboroval s okupační mocí, za což byl také po 2. světové válce odsouzen a tři roky vězněn. Václav Binovec vstoupil již v roce 1926 do Národní obce fašistické, a v roce 1939 do organizace Vlajka, ze které byl ale v roce 1940 vyloučen. Několik týdnů před nacistickou okupací vstoupil do Národního tábora fašistického, kde byl zvolen místopředsedou. 16. března 1939 se podílel na nepovedeném fašistickém pokusu o arizaci ateliérů na Barrandově . Během natáčení filmu Městečko na dlani byl patrně z jeho osobního popudu podruhé zatčen nacistickým gestapem herec a písničkář Karel Hašler, který v roce 1941 zahynul v koncentračním táboře Mauthausen. Kromě toho poslal Binovec v roce 1942 udání na Emila Sirotka, které adresoval přímo ministrovi Emanuelu Moravcovi. Další umělecká tvorba mu po válce již nebyla dovolena. Podle svědectví sousedů z první poloviny 70. let byl již tehdy jako 80letý pán dost zamlklý, často chodil na dlouhé procházky po Praze a do jedné ze svých oblíbených hospůdek v Praze Bubenči, kde podle vzpomínek někdejšího hostinského dokázal sedět u jednoho půllitru piva i tři hodiny a s nikým nepromluvit.